# Лихнева
Лихнева, Лехнівка — річка в Україні у Самбірському районі Львівської області. Ліва притока річки Дністер (басейн Дністра).

## Опис
Довжина річки приблизно 8,18 км, найкоротша відстань між витоком і гирлом — 5,57  км, коефіцієнт звивистості річки — 1,47 . Формується багатьма гірськими струмками.

## Розташування
Бере початок на північно-східній стороні від присілку села Боберка. Тече переважно на північний схід через село Хащів і у селі Лімна впадає у річку Дністер.